# Kazimierzowo (gromada)
Kazimierzowo – dawna gromada, czyli najmniejsza jednostka podziału terytorialnego Polskiej Rzeczypospolitej Ludowej w latach 1954–1972.
Gromady, z gromadzkimi radami narodowymi (GRN) jako organami władzy najniższego stopnia na wsi, funkcjonowały od reformy reorganizującej administrację wiejską przeprowadzonej jesienią 1954 do momentu ich zniesienia z dniem 1 stycznia 1973, tym samym wypierając organizację gminną w latach 1954–1972.
Gromadę Kazimierzowo z siedzibą GRN w Kazimierzowie utworzono – jako jedną z 8759 gromad na obszarze Polski – w powiecie elbląskim w woj. gdańskim na mocy uchwały nr 15/III/54 WRN w Gdańsku z dnia 5 października 1954. W skład jednostki weszły obszary dotychczasowych gromad Władysławowo i Adamowo (bez obszaru parcel kat. Nr Nr 233/1, 228/2 i 3) oraz działki poregulacyjne Nr Nr 1, 63 i 64 z dotychczasowej gromady Wikrowo Wielkie ze zniesionej gminy Jegłownik, a także obszar dotychczasowej gromady Kazimierzowo (bez obszaru parcel kat. Nr Nr 318/2, 432/1, 430/3, 429/3, 424/3, 421/3, 423/3, 420/3, 400/3, 398/3 i 431/3) oraz południowa część dotychczasowej gromady Bielnik o obszarze 105,94 ha (położona w kierunku północnym od drogi Elbląg-Wikrowo do działki Nr 257 – rowu melioracyjnego) ze zniesionej gminy Nowakowo – w tymże powiecie. Dla gromady ustalono 9 członków gromadzkiej rady narodowej.
1 stycznia 1960 gromadę zniesiono, a jej obszar włączono do gromad: Nowakowo (miejscowości Bielnik, Józefowo i Janowo) i Jegłownik (miejscowości Kazimierzowo, Adamowo, Władysławowo i Wikrowo) w tymże powiecie.